# La Ciénega (Guanajuato)
La Ciénega es una localidad del estado mexicano de Guanajuato. Es parte del municipio de San Luis de la Paz.

## Demografía
| Gráfica de evolución demográfica |
|                                  |

| Censo | Población |
| ----- | --------- |
| 1900  | 99        |
| 1910  | 30        |
| 1921  | 363       |
| 1930  | 91        |
| 1940  | 304       |
| 1950  | 429       |
| 1960  | 447       |
| 1970  | 570       |
| 1980  | 778       |
| 1990  | 1 056     |
| 2000  | 1 217     |
| 2010  | 1 673     |
| 2020  | 1 763     |